# Gostinari
Gostinari es una comuna ubicada en el distrito de Giurgiu, Rumania.

## Superficie
Cuenta con una superficie de 36,02 kilómetros cuadrados.

## Demografía
Hasta 2021 la población era de 2403 habitantes, con una densidad de población de 66,71 habitantes por kilómetro cuadrado.